# Dülmen
Dülmen là một thị trấn (thành phố loại nhỏ trực thuộc huyện, theo phân loại hành chính Đức) ở huyện Coesfeld, bang Nordrhein-Westfalen, Đức, nằm giữa Münster và Vùng Ruhr.
Dülmen có dân số khoảng 46.000 cư dân với diện tích khoảng 185 km², là địa phương lớn nhất về cả hai mặt dân số và diện tích ở huyện Coesfeld.
Dülmen có một mạng lưới rộng lớn của những con đường dạo xe đạp, trở thành một điểm đến du lịch đặc biệt cho vùng Ruhr gần đó. Dülmen cũng nổi tiếng bởi giống ngựa hoang dã Dülmen và là nơi sống và qua đời của nữ thánh Công giáo thần bí Anne Catherine Emmerich (1774 – 1824), người đã thị kiến Nhà Mẹ Maria. Tại khu bảo tồn thiên nhiên Merfelder Bruch ở Merkel, Dülmen có một khu rộng lớn thả hoang giống ngựa hoang dã Dülmen, hàng năm vào ngày thứ bảy cuối cùng của tháng 5 có lễ hội săn bắt ngựa hoang (Wildpferdefang) tại đây và rất đông người đến tham dự.

## Hành chính
Sau những cải tổ hành chính địa phương năm 1975, Dülmen gồm 7 phân khu Dülmen, Kirchspiel, Buldern, Hausdülmen, Hiddingsel, Merfeld và Rorup.
Merfeld lần đầu tiên được đề cập trong năm 890 và đã trở thành một phần của Dülmen vào năm 1975. Nơi đây được biết đến với giống ngựa Dülmen. Rorup lần đầu tiên được đề cập đến trong năm 1050 và đã trở thành một huyện của Dülmen năm 1975.

## Hình ảnh

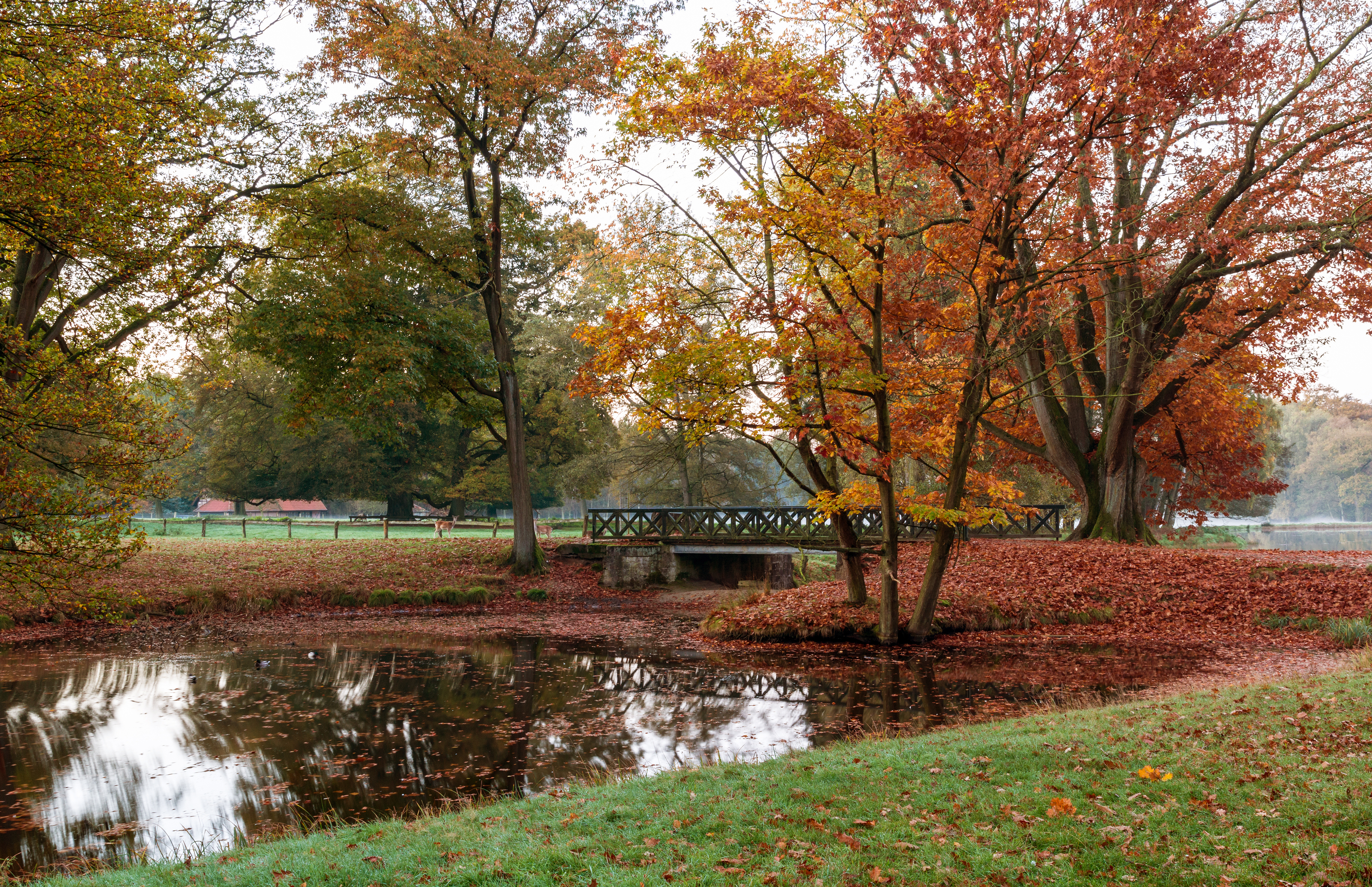
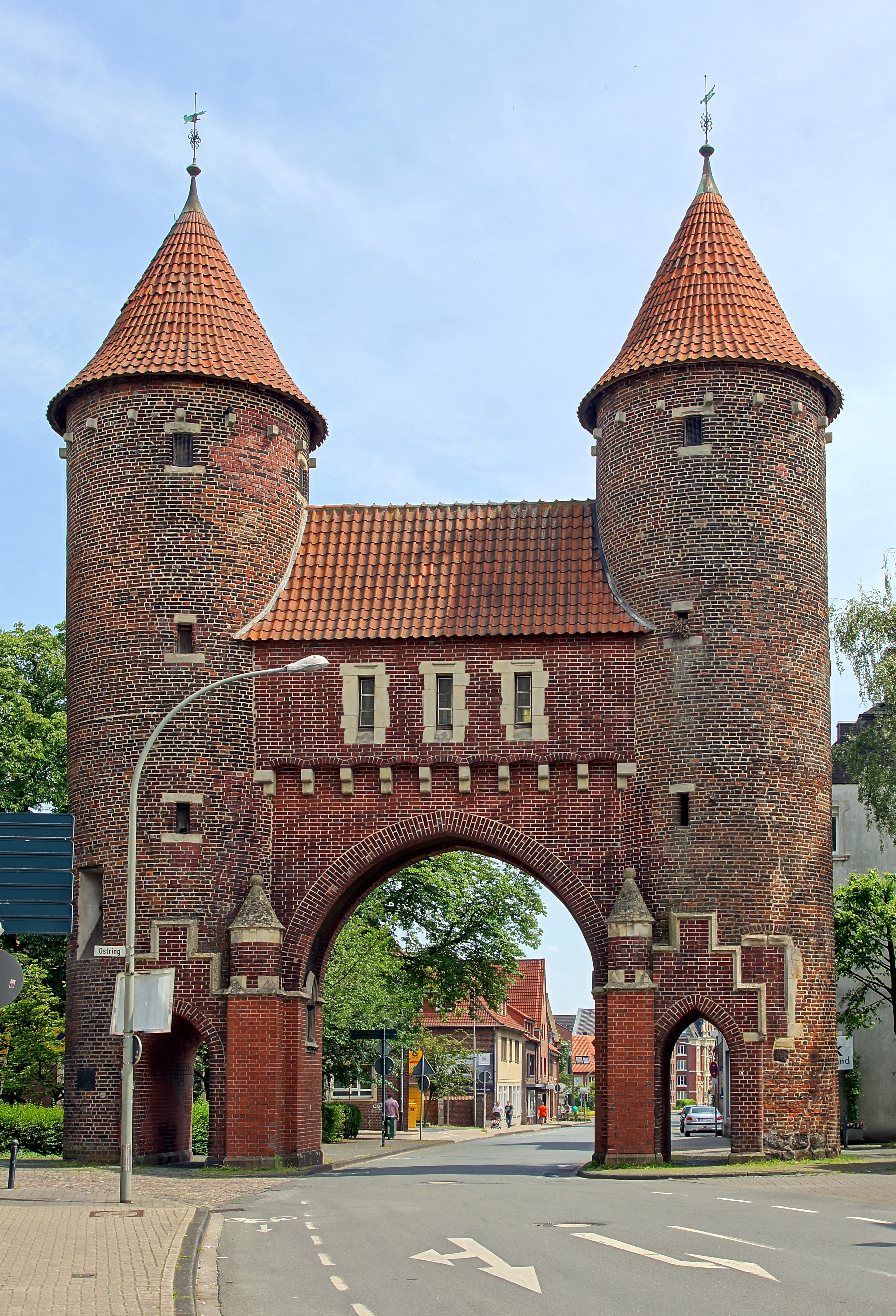
Lüdinghauser Tor
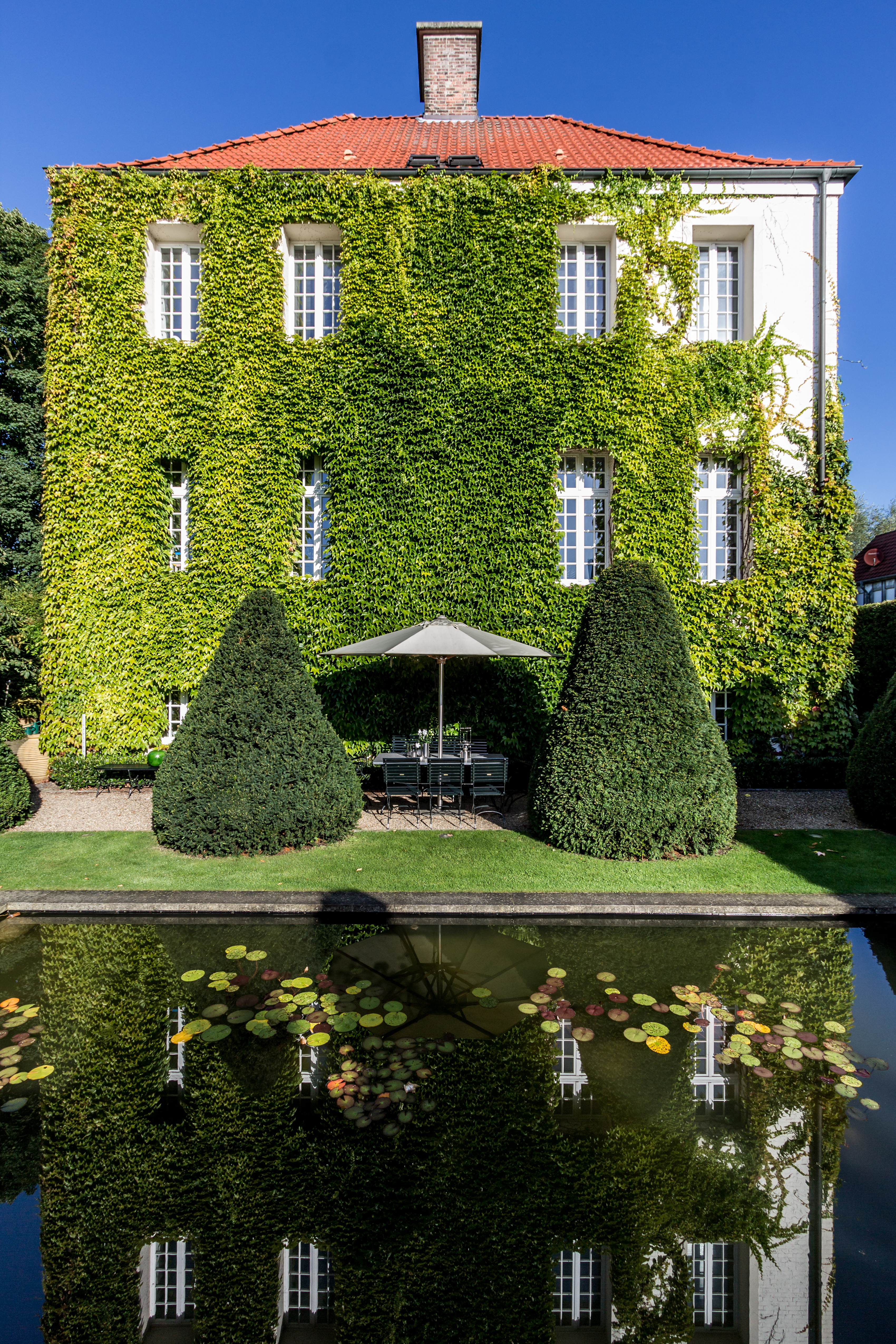
Haus Osthoff
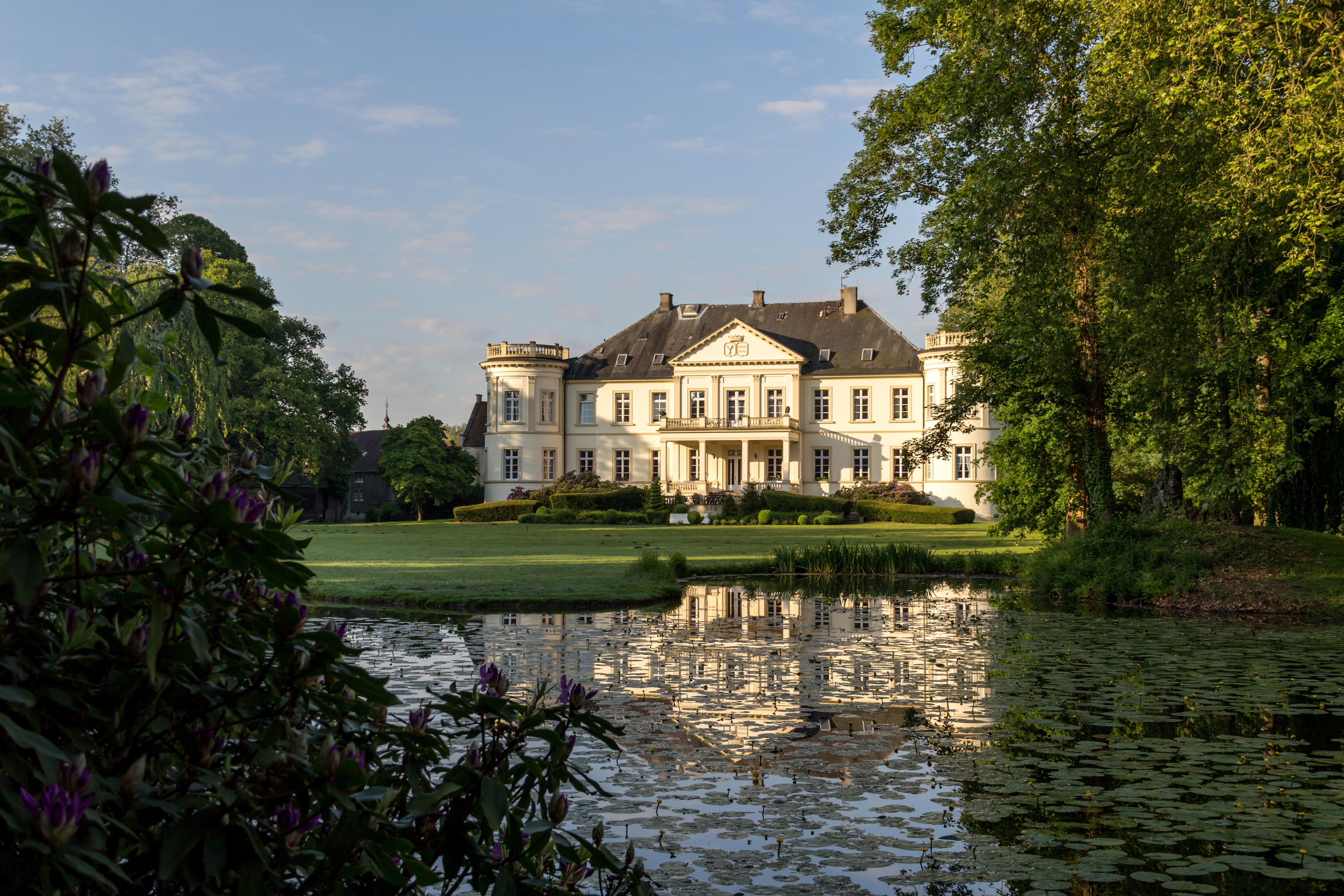
Lâu đài Buldern
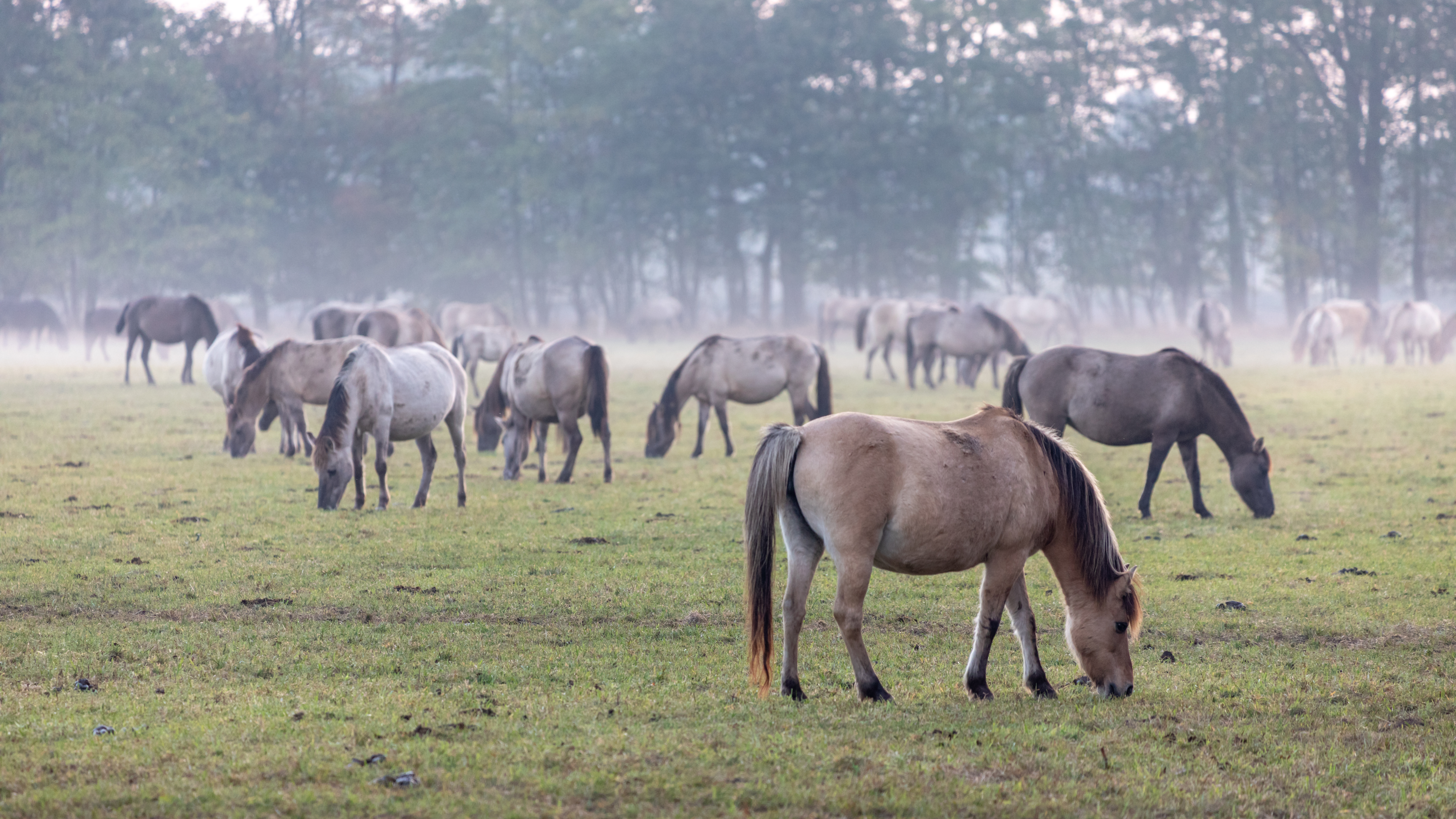
Ngựa lùn Dülmen
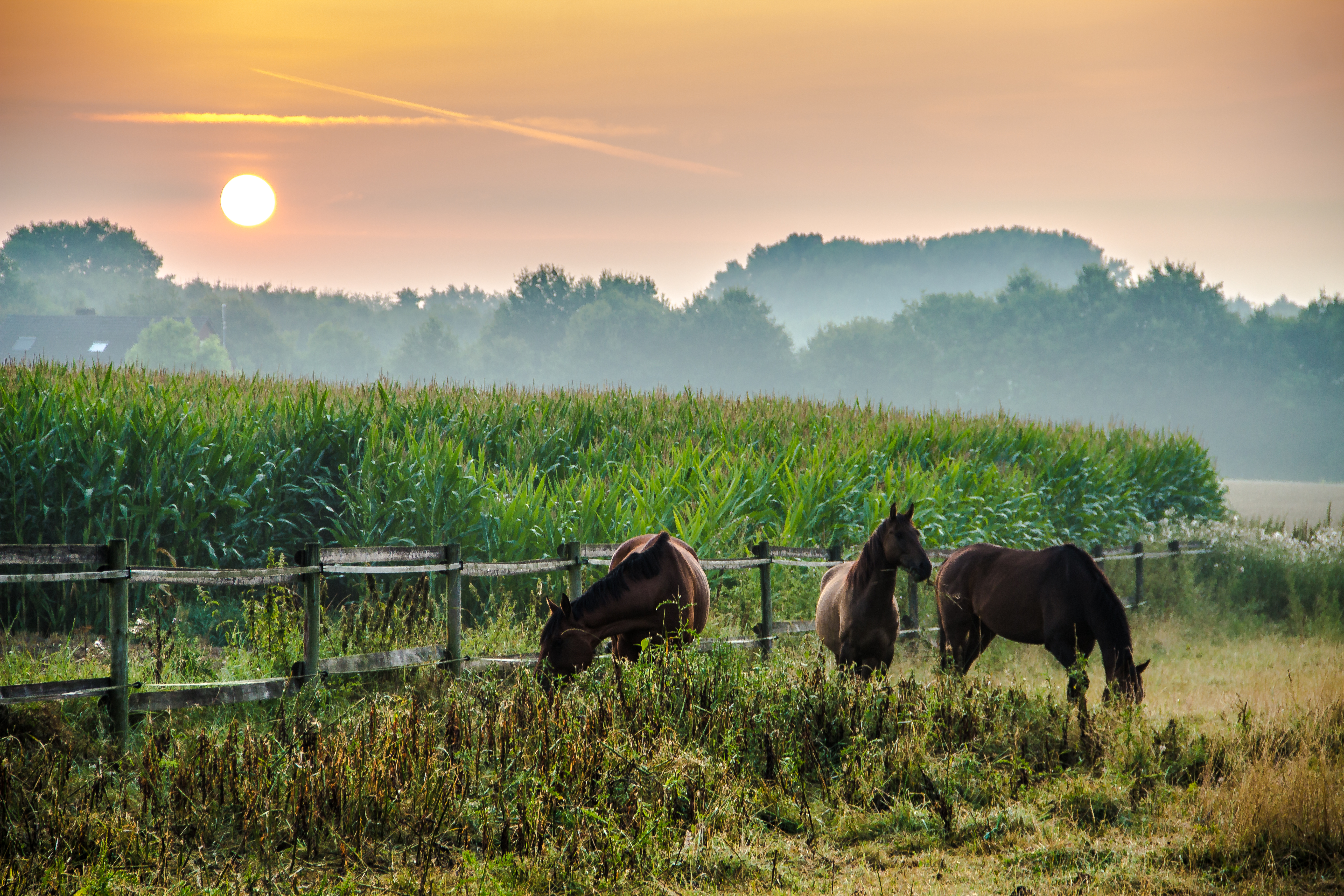
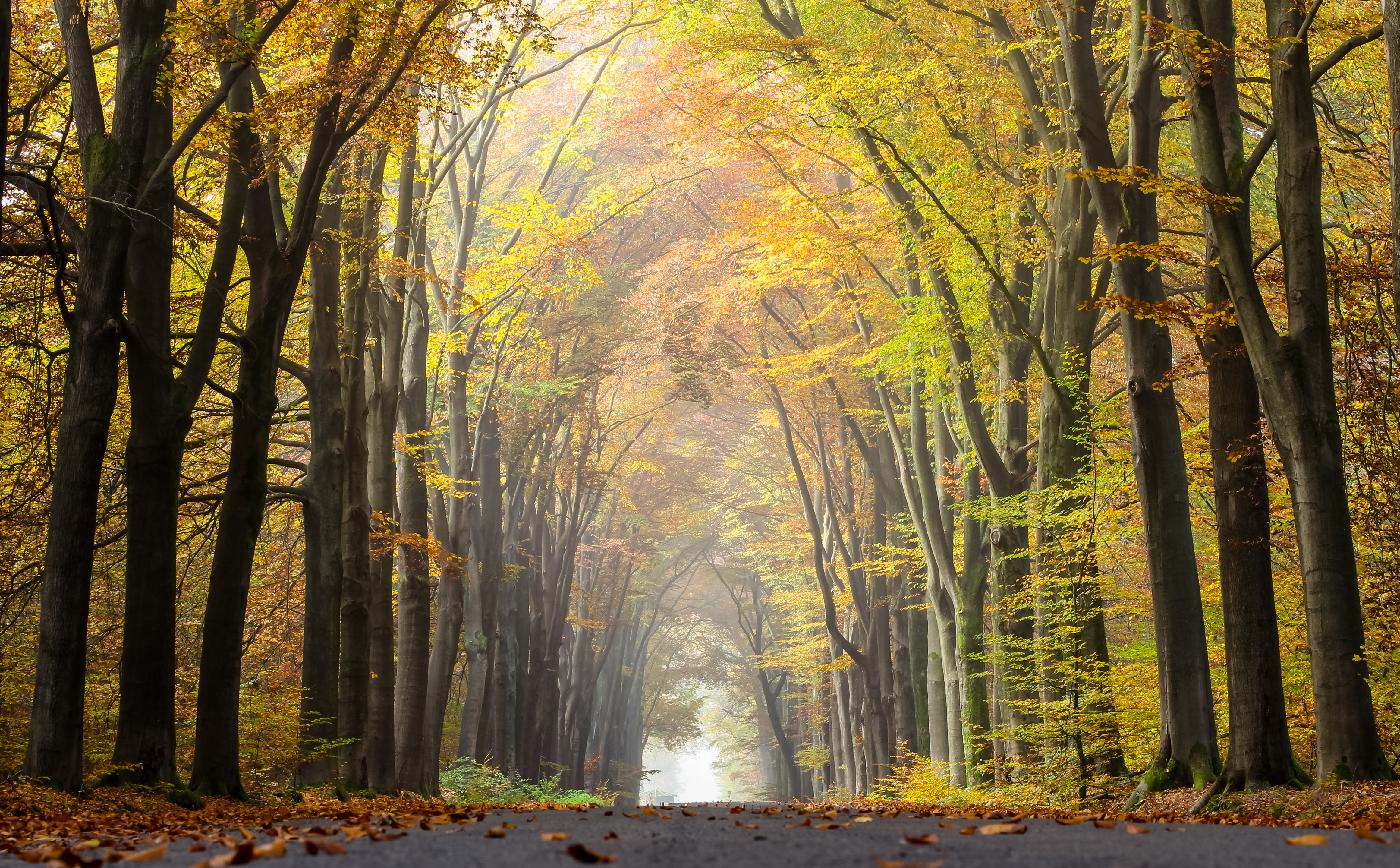
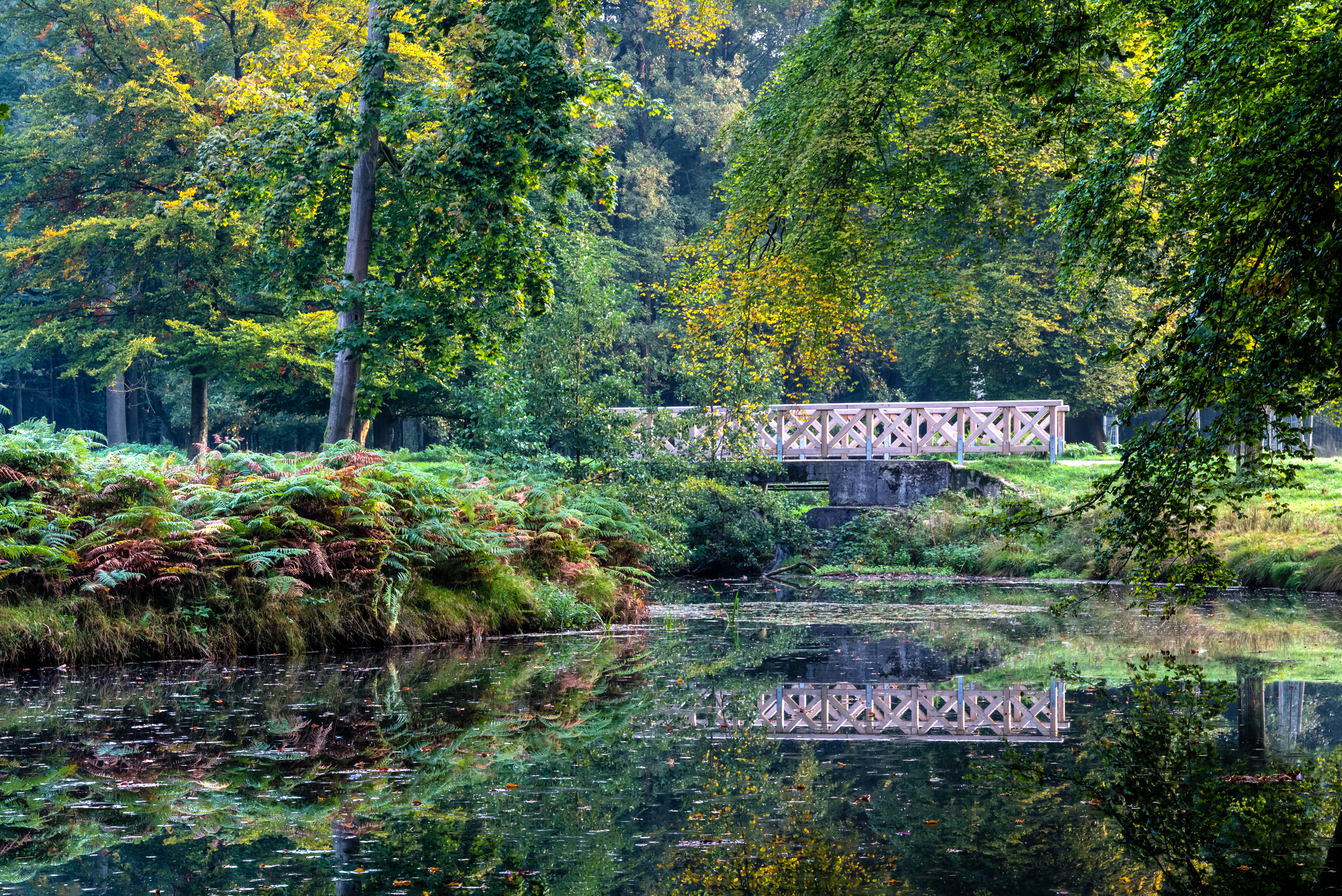
công viên Wildpark
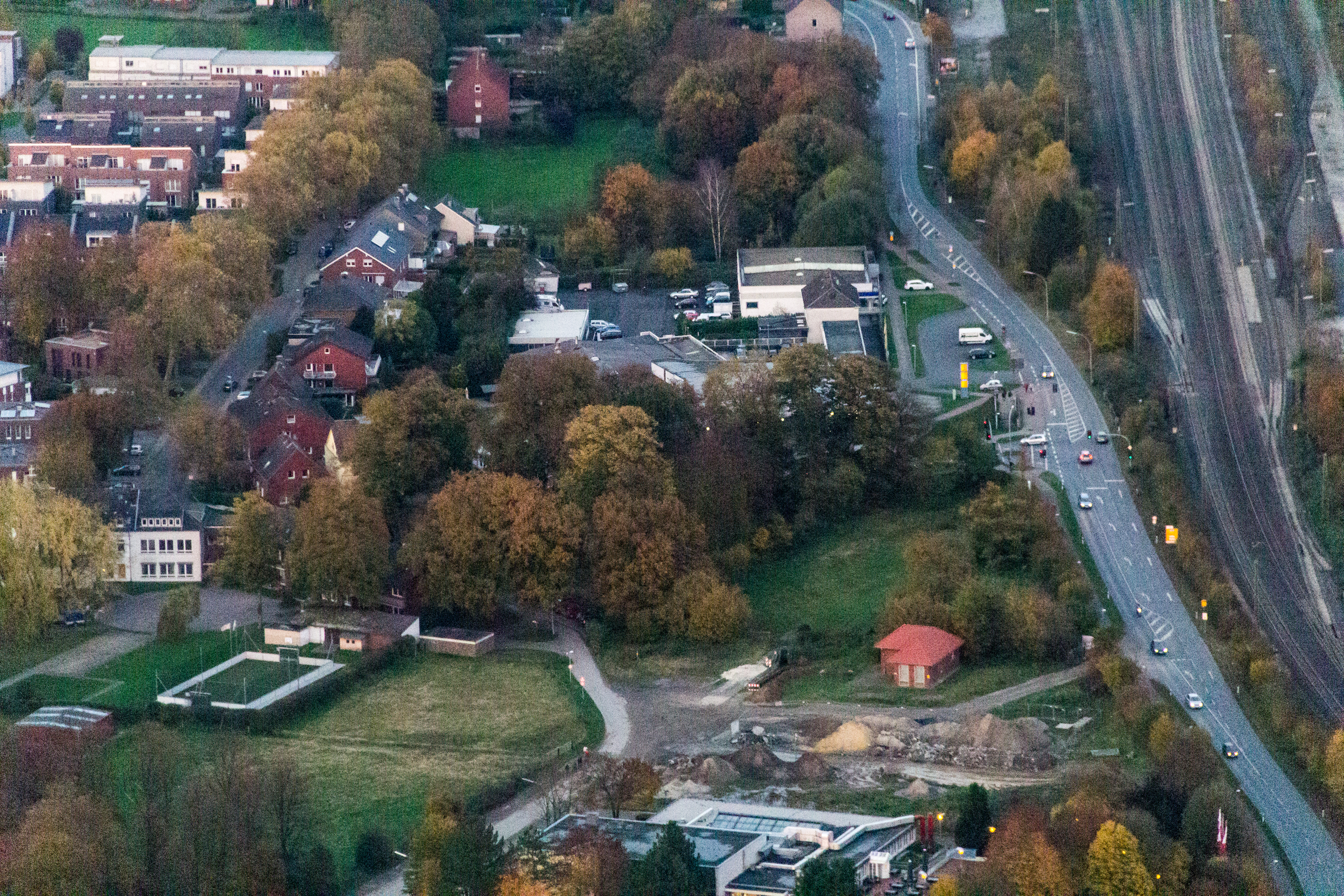
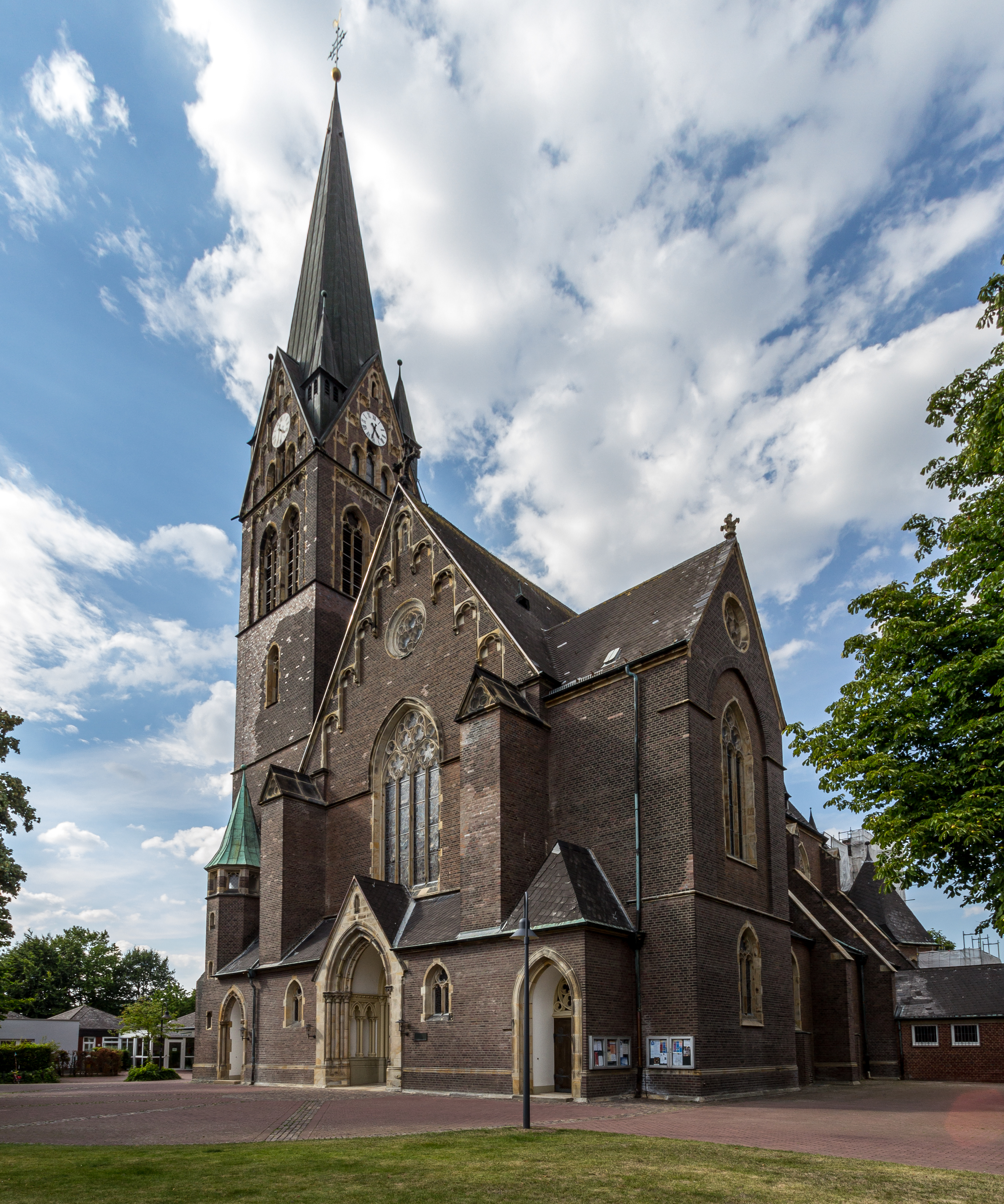
Nhà thờ St.-Pankratius-Kirche
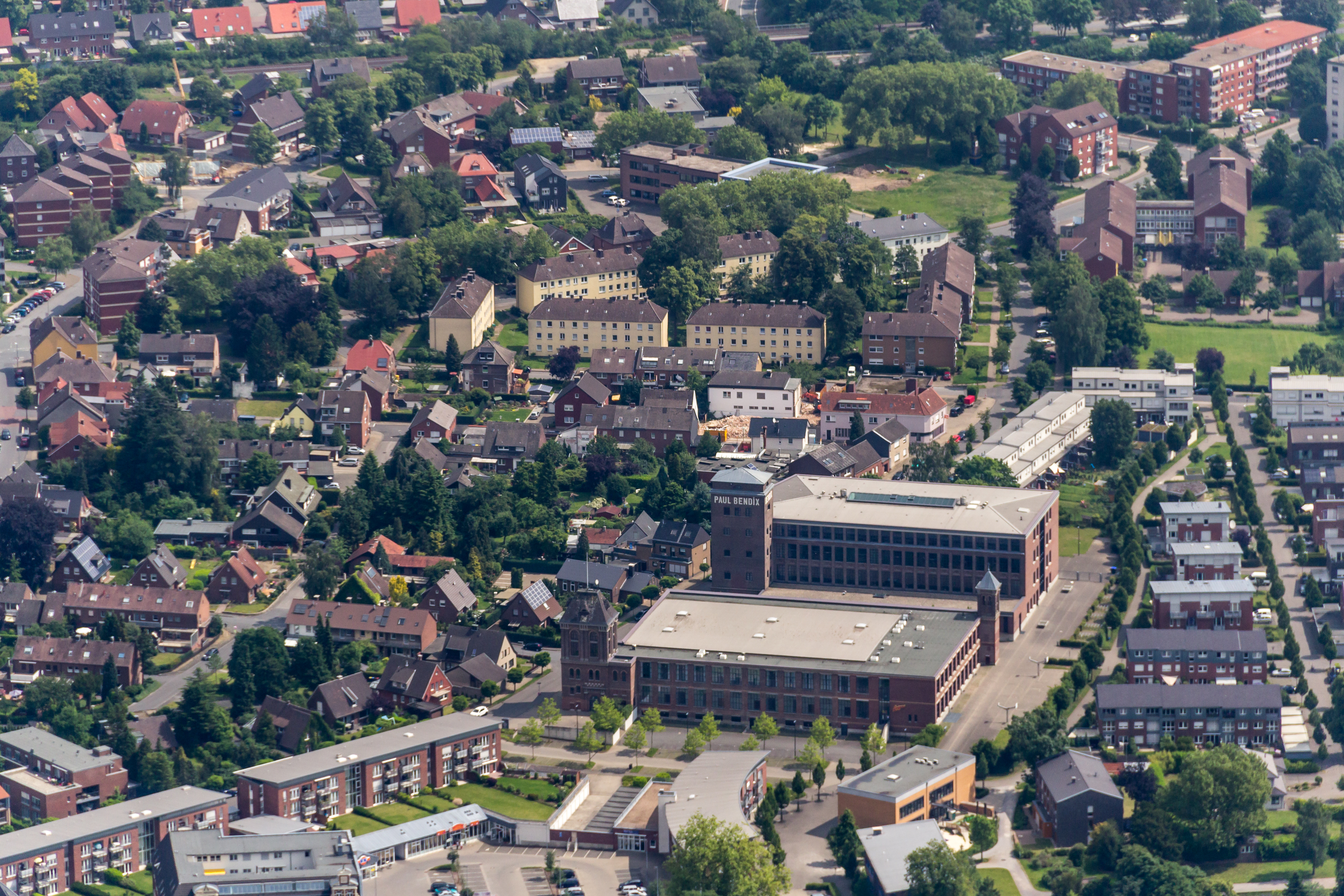
Trường trung học Annette-von-Droste-Hülshoff
Marktplatz